# Nandambakkam
Nandambakkam là một thị xã của quận Kancheepuram thuộc bang Tamil Nadu, Ấn Độ.

## Địa lý
Nandambakkam có vị trí 12°59′B 80°04′Đ / 12,98°B 80,07°Đ Nó có độ cao trung bình là 21 mét (68 feet).

## Nhân khẩu
Theo điều tra dân số năm 2001 của Ấn Độ, Nandambakkam có dân số 9093 người. Phái nam chiếm 51% tổng số dân và phái nữ chiếm 49%. Nandambakkam có tỷ lệ 81% biết đọc biết viết, cao hơn tỷ lệ trung bình toàn quốc là 59,5%: tỷ lệ cho phái nam là 85%, và tỷ lệ cho phái nữ là 77%. Tại Nandambakkam, 10% dân số nhỏ hơn 6 tuổi.